# Luigi Colonna
Luigi Colonna (Bari, 1º febbraio 1927 – Bari, 23 gennaio 1998) è stato un politico italiano.

## Biografia
Medico cardiologo, viene eletto deputato alle elezioni politiche dell'aprile 1996 con Alleanza Nazionale. Muore il 23 gennaio 1998, pochi giorni prima di compiere 71 anni, da deputato in carica: prende il suo posto a Montecitorio Eugenio Ozza.